# Kirgizisztán a 2020. évi nyári olimpiai játékokon
Kirgizisztán a japán Tokióban megrendezett 2020. évi nyári olimpiai játékok egyik részt vevő nemzete volt. Az országot az olimpián 7 sportágban 16 sportoló képviselte, akik összesen 3 érmet szereztek.

## Érmesek
| Érem  | Versenyző            | Sportág  | Versenyszám              |
| ----- | -------------------- | -------- | ------------------------ |
| Ezüst | Akzsol Mahmudov      | Birkózás | Férfi kötöttfogás, 77 kg |
| Ezüst | Ajszuluu Tinibekova  | Birkózás | Női szabadfogás, 62 kg   |
| Bronz | Meerim Zsumanazarova | Birkózás | Női szabadfogás, 68 kg   |

## Atlétika
Férfi
| Versenyző             | Versenyszám | Előfutam | Előfutam | Előfutam | Döntő   | Döntő    |
| Versenyző             | Versenyszám | Idő      | Hely.    | Össz.    | Idő     | Helyezés |
| --------------------- | ----------- | -------- | -------- | -------- | ------- | -------- |
| Nursultan Keneshbekov | 5000 m      | 14:07,79 | 18.      | 35.      | kiesett | kiesett  |

Női
| Versenyző     | Versenyszám | Döntő   | Döntő    |
| Versenyző     | Versenyszám | Idő     | Helyezés |
| ------------- | ----------- | ------- | -------- |
| Darya Maslova | Maraton     | 2:35:35 | 36.      |

## Birkózás
Férfi
Kötöttfogású
| Versenyző             | Versenyszám | Nyolcaddöntő                    | Negyeddöntő                | Elődöntő                    | Vigaszág elődöntő           | Bronz- mérkőzés   | Döntő                     | Helyezés |
| Versenyző             | Versenyszám | Ellenfél Eredmény               | Ellenfél Eredmény          | Ellenfél Eredmény           | Ellenfél Eredmény           | Ellenfél Eredmény | Ellenfél Eredmény         | Helyezés |
| --------------------- | ----------- | ------------------------------- | -------------------------- | --------------------------- | --------------------------- | ----------------- | ------------------------- | -------- |
| Dzsolaman Sarsenbekov | 60 kg       | Meirambek Ainagulov (KAZ) · 8–0 | Victor Ciobanu (MDA) · 0–9 | kiesett                     | kiesett                     | kiesett           | kiesett                   | 7.       |
| Akzsol Mahmudov       | 77 kg       | Lamjed Maafi (TUN) · 11–0       | Rafiq Hüseynov (AZE) · 9–1 | Karapet Chalyan (ARM) · 6–2 |                             |                   | Lőrincz Tamás (HUN) · 1–2 |          |
| Atabek Aziszbekov     | 87 kg       | Lőrincz Viktor (HUN) · 1–6      |                            |                             | Denis Kudla (GER) · 2–10    | kiesett           | kiesett                   | 10.      |
| Uzur Dzhuzupbekov     | 97 kg       | Artur Alekszanján (ARM) · 1–4   |                            |                             | Arvi Savolainen (FIN) · 1–4 | kiesett           | kiesett                   | 10.      |

Szabadfogású
| Versenyző          | Versenyszám | Nyolcaddöntő                | Negyeddöntő       | Elődöntő          | Vigaszág elődöntő      | Bronz- mérkőzés   | Döntő             | Helyezés |
| Versenyző          | Versenyszám | Ellenfél Eredmény           | Ellenfél Eredmény | Ellenfél Eredmény | Ellenfél Eredmény      | Ellenfél Eredmény | Ellenfél Eredmény | Helyezés |
| ------------------ | ----------- | --------------------------- | ----------------- | ----------------- | ---------------------- | ----------------- | ----------------- | -------- |
| Ernazar Akmataliev | 65 kg       | Bajrang Punia (IND) · 3–3   | kiesett           | kiesett           | kiesett                | kiesett           | kiesett           | 12.      |
| Ayaal Lazarev      | 125 kg      | Gable Steveson (USA) · 0–10 |                   |                   | Taha Akgül (TUR) · 0–4 | kiesett           | kiesett           | 16.      |

Női
Szabadfogású
| Versenyző            | Versenyszám | Nyolcaddöntő                      | Negyeddöntő                         | Elődöntő                       | Vigaszág elődöntő         | Bronz- mérkőzés                                 | Döntő                    | Helyezés |
| Versenyző            | Versenyszám | Ellenfél Eredmény                 | Ellenfél Eredmény                   | Ellenfél Eredmény              | Ellenfél Eredmény         | Ellenfél Eredmény                               | Ellenfél Eredmény        | Helyezés |
| -------------------- | ----------- | --------------------------------- | ----------------------------------- | ------------------------------ | ------------------------- | ----------------------------------------------- | ------------------------ | -------- |
| Ajszuluu Tinibekova  | 62 kg       | Anastasija Grigorjeva (LAT) · 8–0 | Incze Kriszta (ROU) · kétvállas 6–0 | Irina Koljadenko (UKR) · 10–0  |                           |                                                 | Kavai Jukako (JPN) · 3–4 |          |
| Meerim Zsumanazarova | 68 kg       | Mimi Hristova (BUL) · 7–5         | Blessing Oborududu (NGR) · 2–3      |                                | Elis Manolova (AZE) · 4–1 | Battszeszeg Soronzonbold (MGL) · kétvállas 10–1 |                          |          |
| Aiperi Medet Kyzy    | 76 kg       | Elmira Syzdykova (KAZ) · 8–1      | Natalja Vorobjova (ROC) · 12–0      | Adeline Maria Gray (USA) · 2–3 |                           | Yasemin Adar (TUR) · 0–4 kétvállas              |                          | 5.       |

## Cselgáncs
Férfi
| Versenyző       | Versenyszám | Selejtező         | 32-es főtábla                    | Nyolcaddöntő      | Negyeddöntő       | Elődöntő          | Vigaszág elődöntő | Bronz- mérkőzés   | Döntő             | Helyezés |
| Versenyző       | Versenyszám | Ellenfél Eredmény | Ellenfél Eredmény                | Ellenfél Eredmény | Ellenfél Eredmény | Ellenfél Eredmény | Ellenfél Eredmény | Ellenfél Eredmény | Ellenfél Eredmény | Helyezés |
| --------------- | ----------- | ----------------- | -------------------------------- | ----------------- | ----------------- | ----------------- | ----------------- | ----------------- | ----------------- | -------- |
| Vladimir Zoloev | Váltósúly   | erőnyerő          | Alan Hubecov (ROC) · 00(3)–10(1) | kiesett           | kiesett           | kiesett           | kiesett           | kiesett           | kiesett           | 17.      |

## Sportlövészet
Női
| Versenyző              | Versenyszám | Selejtező | Selejtező | Döntő   | Döntő    |
| Versenyző              | Versenyszám | Pont      | Helyezés  | Pont    | Helyezés |
| ---------------------- | ----------- | --------- | --------- | ------- | -------- |
| Kanykei Kubanychbekova | Légpuska    | 612,8     | 48.       | kiesett | kiesett  |

## Súlyemelés
Férfi
| Versenyző            | Versenyszám | Szakítás | Szakítás | Lökés    | Lökés    | Összesen | Helyezés |
| Versenyző            | Versenyszám | Eredmény | Helyezés | Eredmény | Helyezés | Összesen | Helyezés |
| -------------------- | ----------- | -------- | -------- | -------- | -------- | -------- | -------- |
| Bekdoolot Rasulbekov | 96 kg       | 166      | 8.       | 208      | 5.       | 374      | 6.       |

## Úszás
Férfi
| Versenyző       | Versenyszám | Előfutam | Előfutam | Előfutam | Elődöntő | Elődöntő | Elődöntő | Döntő   | Döntő    |
| Versenyző       | Versenyszám | Idő      | Hely.    | Össz.    | Idő      | Hely.    | Össz.    | Idő     | Helyezés |
| --------------- | ----------- | -------- | -------- | -------- | -------- | -------- | -------- | ------- | -------- |
| Denis Petrashov | 100 m mell  | 1:00,23  | 2.       | 27.      | kiesett  | kiesett  | kiesett  | kiesett | kiesett  |
| Denis Petrashov | 200 m mell  | 2:10,07  | 1.       | 18.      | kiesett  | kiesett  | kiesett  | kiesett | kiesett  |

## Vívás
Férfi
| Versenyző    | Versenyszám       | Selejtező                           | 32-es főtábla                | Nyolcaddöntő      | Negyeddöntő       | Elődöntő          | Bronz- mérkőzés   | Döntő             | Helyezés |
| Versenyző    | Versenyszám       | Ellenfél Eredmény                   | Ellenfél Eredmény            | Ellenfél Eredmény | Ellenfél Eredmény | Ellenfél Eredmény | Ellenfél Eredmény | Ellenfél Eredmény | Helyezés |
| ------------ | ----------------- | ----------------------------------- | ---------------------------- | ----------------- | ----------------- | ----------------- | ----------------- | ----------------- | -------- |
| Roman Petrov | Párbajtőr, egyéni | Ma Szegon (Ma Se-geon) (KOR) · 15–7 | Jamada Maszaru (JPN) · 13–15 | kiesett           | kiesett           | kiesett           | kiesett           | kiesett           | 32.      |